# St. Georgen im Schwarzwald
St. Georgen im Schwarzwald, Sankt Georgen im Schwarzwald − miasto w Niemczech, w kraju związkowym Badenia-Wirtembergia, w rejencji Fryburg, w regionie Schwarzwald-Baar-Heuberg, w powiecie Schwarzwald-Baar.
Czwarte co do wielkości miasto w powiecie. W liczącym nieco ponad 13 tysięcy mieszkańców, ok. 44% to protestanci, 34% to katolicy. Ok. 11% mieszkańców nie posiada obywatelstwa niemieckiego, w tym Włosi ok. 560, następnie imigranci z terenów byłej Jugosławii ok. 470, w dalszej kolejności Turcy ok. 190 i Hiszpanie ponad 60. W mieście znajduje się stacja kolejowa Sankt Georgen.